# Fabian Leitner
Fabian Leitner (* 11. November 2001 in Innsbruck) ist ein österreichischer Fußballspieler.

## Karriere

### Verein
Leitner begann seine Karriere beim FC Wacker Tirol, der 2007 in FC Wacker Innsbruck umbenannt wurde. 2015 kam er in die AKA Tirol, in der er fortan sämtliche Altersstufen durchlief.
Im April 2019 stand er gegen den Floridsdorfer AC erstmals im Kader der Zweitmannschaft seines Stammklubs FC Wacker Innsbruck. Im Juni 2019 debütierte er für diese in der 2. Liga, als er am 30. Spieltag der Saison 2018/19 gegen den SC Austria Lustenau in der 79. Minute für Atsushi Zaizen eingewechselt wurde. Zur Saison 2019/20 rückte er in den Kader der ersten Mannschaft von Wacker Innsbruck. Für diese sollte er jedoch nie zum Einsatz kommen, ab der Saison 2020/21 gehörte er wieder nur noch dem Kader der Amateure an. Für diese kam er insgesamt 28 Mal zum Einsatz.
Im Februar 2021 wechselte Leitner zum Regionalligisten SC Imst.

### Nationalmannschaft
Im Oktober 2015 spielte er erstmals für eine österreichische Jugendnationalauswahl. Im September 2018 debütierte er gegen Schweden für die U-18-Auswahl.